# Zdena Fibichová
Zdena Fibichová, též Zdena Preclíková-Fibichová (9. prosince 1933 Praha – 17. června 1991 Praha) byla česká sochařka, keramička a malířka. Patřila mezi nejvýraznější umělkyně, které se po 2. světové válce v Československu prosadily v sochařství, které bylo vnímáno jako převážně mužská disciplína.

## Život
V letech 1948–1952 studovala na Vyšší škole bytového průmyslu oddělení řezbářské u Václava Markupa , vynikajícího českého keramika, bývalého člena spolku Mánes. Zde se Zdena Fibichová naučila základy řemesel, které využila ve své pozdější tvorbě. Díky vedení a talentu se bez problémů dostala ke studiu na Vysoké škole uměleckoprůmyslové v letech 1952 až 1957 v ateliéru profesora Josefa Wagnera. Od roku 1959 byla členkou skupiny Trasa 54, s níž tvořila a také se účastnila společných výstav až do roku 1970, kdy byla činnost všech tvůrčích skupin administrativními zásahy zastavena.
Jejím pradědečkem byl skladatel Zdeněk Fibich. V roce 1955 si vzala sochaře Vladimíra Preclíka. Oba jsou uloženi v hrobu, který nechal vytvořit Vladimír Preclík ve tvaru pyramidy v r.2006 na hřbitově v Jaroměři.[zdroj?]

## Tvorba
Vytvářela stylizované ženské postavy, hlavy a torza, abstrahované tvary velké emocionální sdělnosti, její sochy měla zoomorfní znaky.

## Samostatné výstavy
- 1963 Alšova síň, Praha
- 1966 Galerie fontána, Praha
- 1968 Městské muzeum, Hořice v Podkrkonoší
- 1969 Galerie Mahlerstrasse, Vídeň, Rakousko
- 1970 Moravská galerie, Brno
- 1976 Galerie Hans Straffacher, Bern, Švýcarsko
- 1977 Moravská galerie, Brno
- 1980 Divadlo hudby, Olomouc
- 1981 Oblastní Galerie Vysočiny, Jihlava
- 1982 MKS, Společenský dům Hvězda, Beroun
- 1983 Středočeské muzeum, Roztoky u Prahy
- 1984 Galerie 55, Kladno
- 1984 Výstavní síň, Tišnov
- 1985 Klub Domu umění, Brno
- 1986 Muzeum Podkrkonoší, Trutnov
- 1986 OKS, zámek, Sokolov
- 1986 Zdena Fibichová, plastika, kresby, keramika, Dům umění, Bludný kámen Opava
- 1987 Okresní vlastivědné muzeum, Vsetín
- 1987 Okresní vlastivědné muzeum, zámek, Frýdek - Místek
- 1987 Výstavní síň divadla Semafor, Praha
- 1988 Okresní muzeum, Jindřichův Hradec
- 1988 Muzeum keramiky, Bechyně
- 1990 galerie U Bilého jednorožce, Klatovy
- 1990 Národní galerie, Praha, zámek Zbraslav
- 2013 Zdena Fibichová – Vzkazy, Museum Kampa, Praha[6]

## Účast na výstavách

### Symposia
- 1. HOŘICKÉ SOCHAŘSKÉ SYMPOSIUM - 1966 Stéla
- 2. HOŘICKÉ SOCHAŘSKÉ SYMPOSIUM - 1967 Mašle

## Galerie

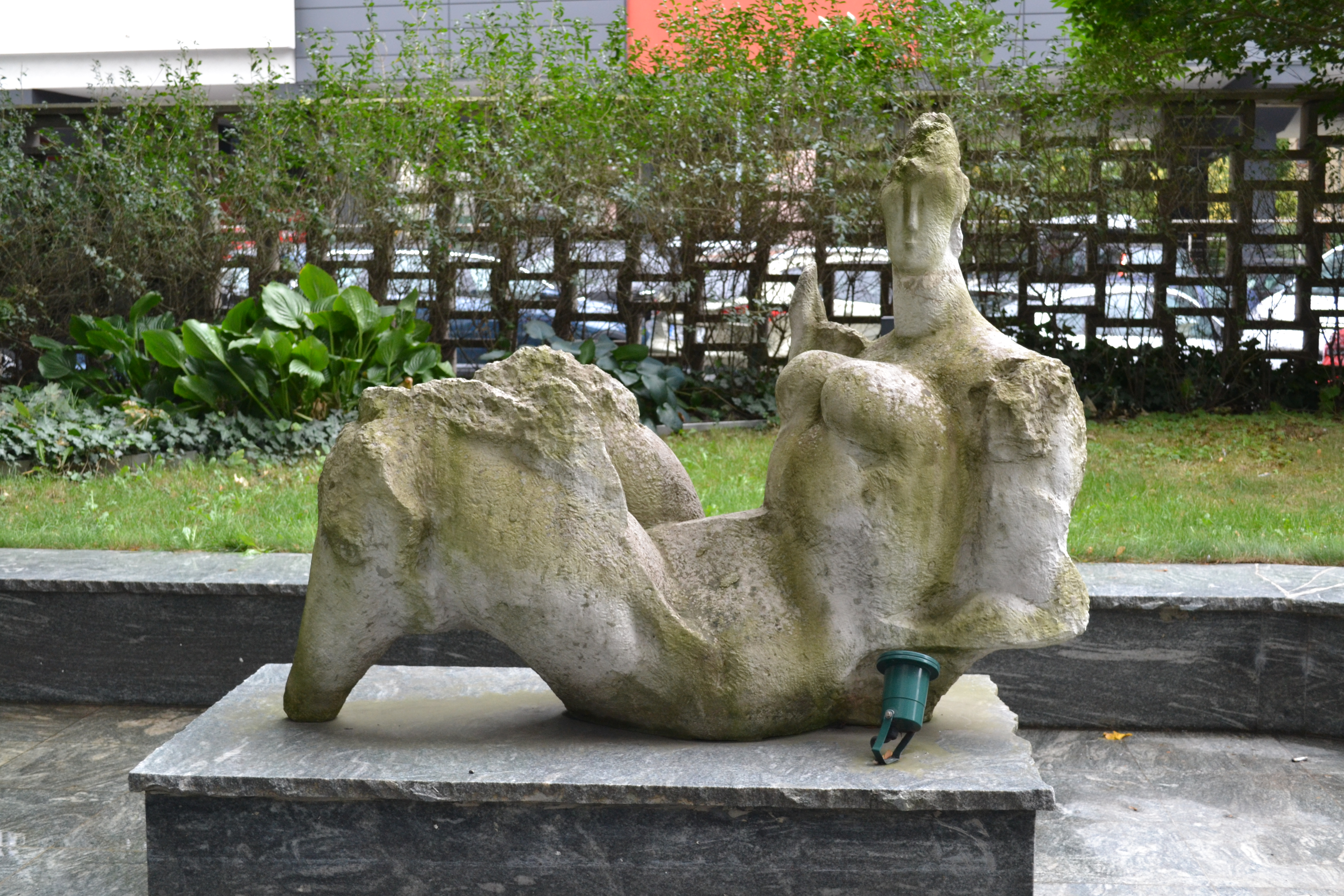
Ležící, hotel Continental v Brně, 1962
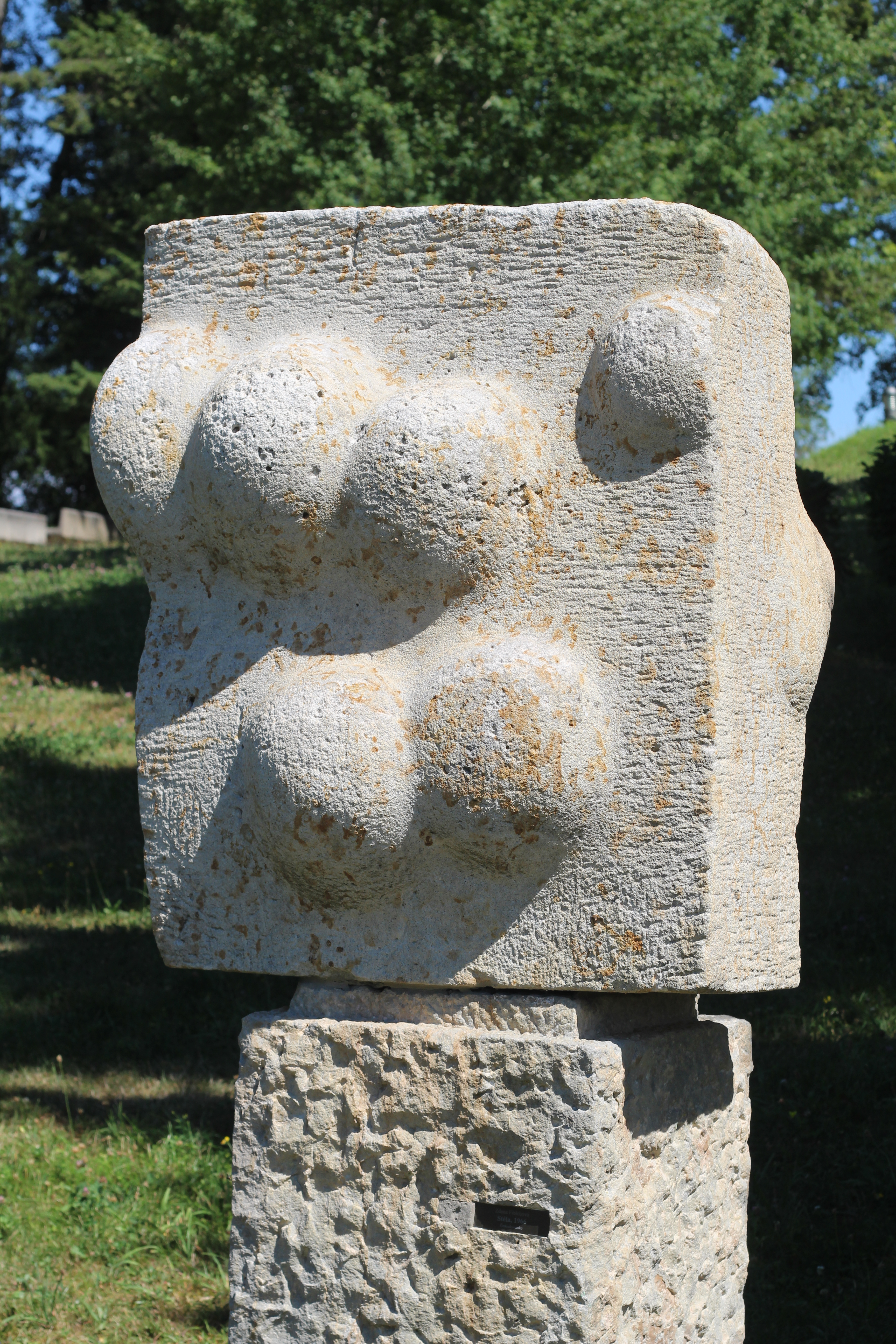
Stéla, Hořice 1966
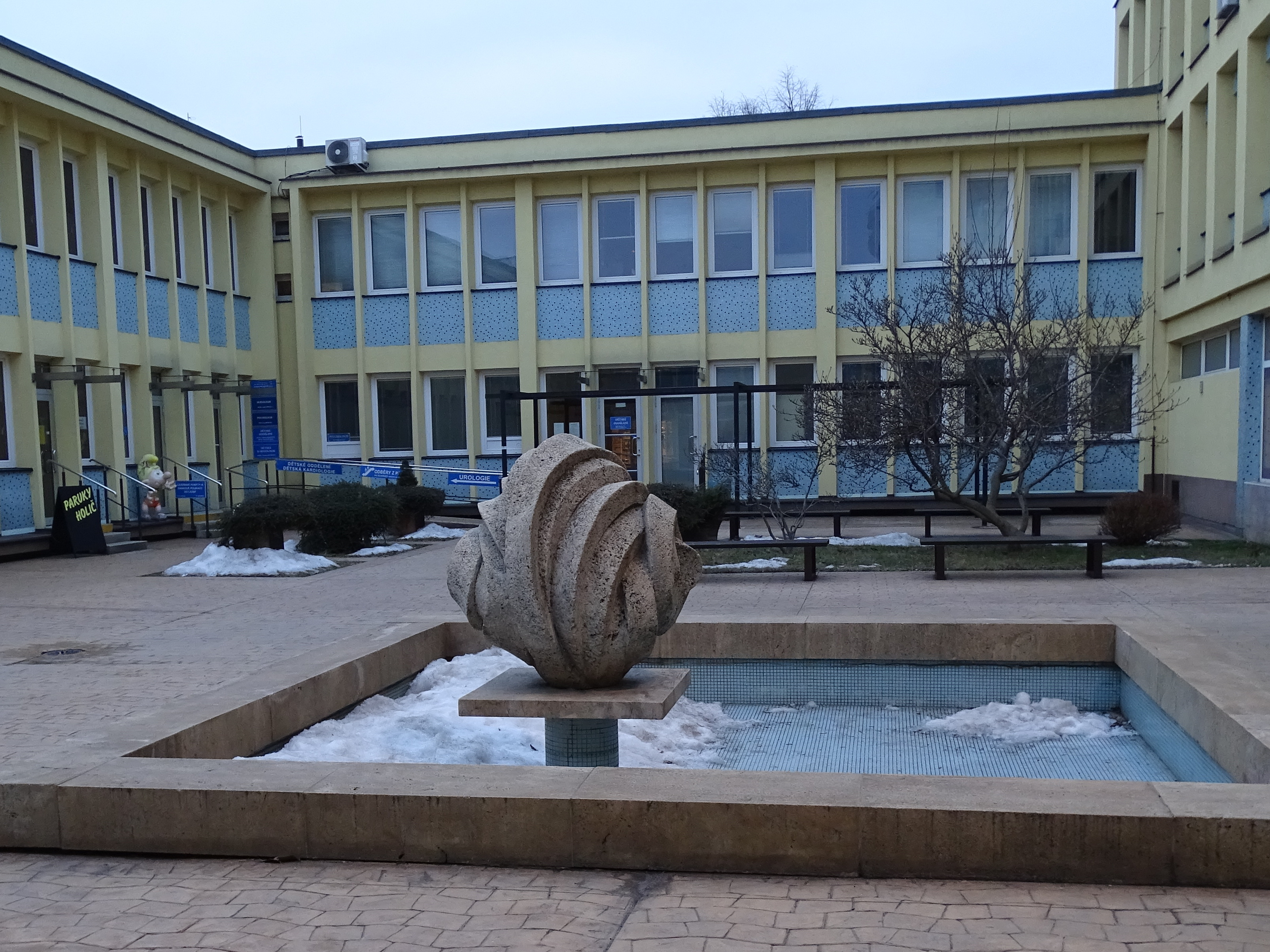
Stuha, Praha-Zahradní Město 1967
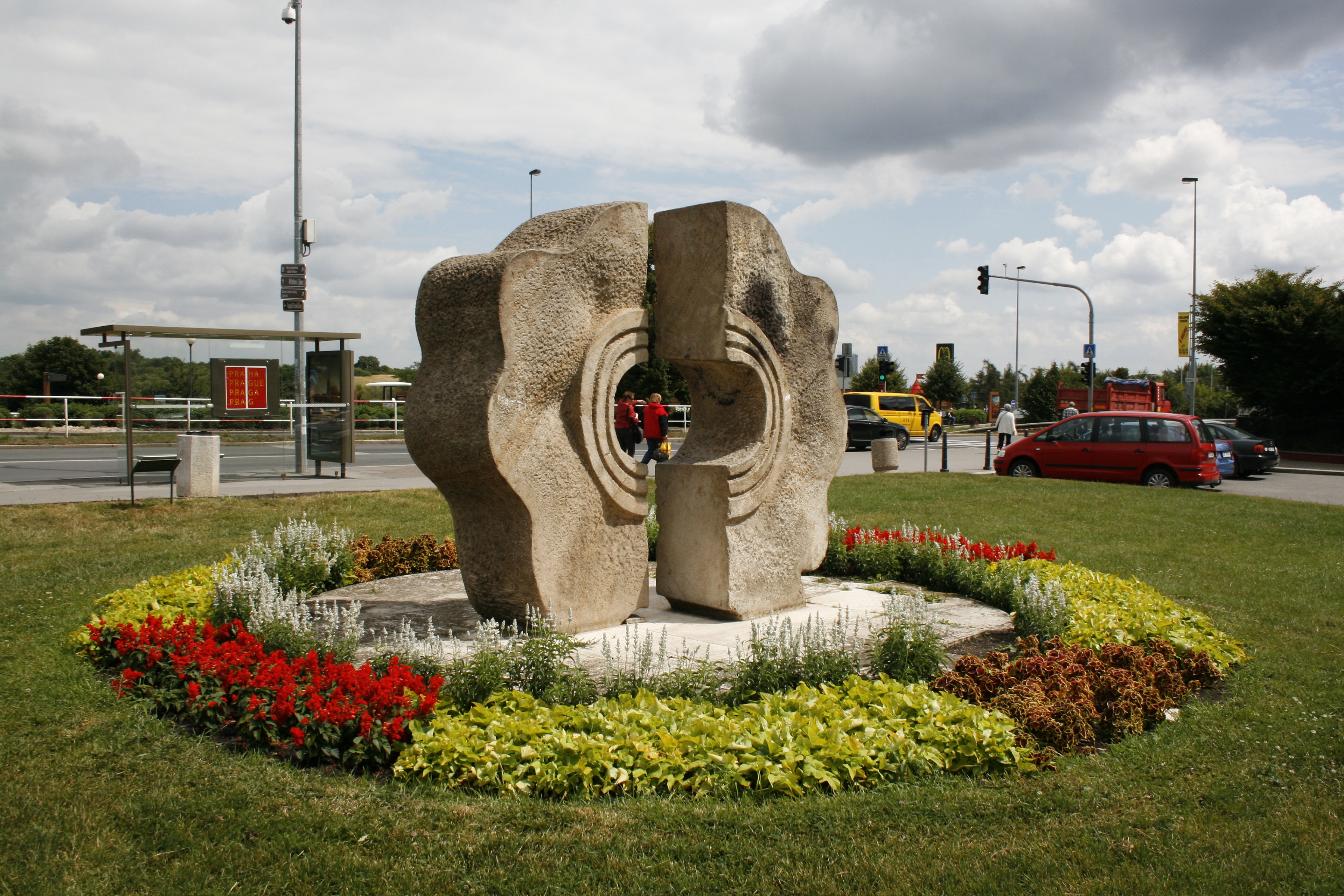
Kamenný květ, Praha-Liboc 1971